# Henry Edmund Donnelly
Henry Edmund Donnelly (* 28. August 1904 in Hudson, Michigan; † 4. November 1967) war ein US-amerikanischer römisch-katholischer Geistlicher und Weihbischof in Detroit.

## Leben
Henry Edmund Donnelly empfing am 17. August 1930 das Sakrament der Priesterweihe.
Am 6. September 1954 ernannte ihn Papst Pius XII. zum Titularbischof von Tymbrias und bestellte ihn zum Weihbischof in Detroit. Der Erzbischof von Detroit, Edward Aloysius Kardinal Mooney, spendete ihm am 26. Oktober desselben Jahres die Bischofsweihe; Mitkonsekratoren waren der Bischof von Grand Rapids, Allen James Babcock, und der Weihbischof in Detroit, Alexander Mieceslaus Zaleski.